# 테브피크 크시
테브피크 크시(튀르키예어: Tevfik Kış, 1934년 8월 10일~2019년 9월 4일)는 튀르키예의 레슬링 선수이다. 1960년 하계 올림픽 그레코로만형 레슬링 라이트헤비급에서 금메달을 획득했고 세계 선수권 대회에서 2회 우승, 1회 준우승을 차지했다.
현역 은퇴 후에는 앙카라에서 요식업에 종사했다. 2011년에 국제 레슬링 연맹 명예의 전당에 헌액되었다.